# Sondre Krogtoft Larsen
Sondre Krogtoft Larsen, es un actor noruego conocido por haber interpretado a Albert Lunde en la serie Hotel Cæsar, a Preben Ulriksen en las miniseries de Cato Isaksen y a Dick Zeiner-Henriksen en la película Max Manus: Man of War.

## Carrera
En el 2001 obtuvo su primer papel importante en la televisión cuando se unió al elenco principal de la serie Hotel Cæsar donde dio vida a Albert Lunde, el hijo de Ragnar Lunde (Nicolay Lange-Nielsen) y Juni Anker-Hansen (Anette Hoff), hasta el 2005. Originalmente el actor Erik Aleksander Schjerven había interpretó el papel de Albert de 1998 hasta el 2000 y posteriormente a Krogtoft el papel fue representado por el actor Kenneth Åkerland Berg del 2012 al 2014.
En 2005 dio vida por primera vez a Preben Ulriksen en la miniserie Slangebæreren, posteriormente en el 2007 Sondre volvió a interpretar a Preben ahora en las miniseries Drømmefangeren y Nattsøsteren.
En 2008 se unió al elenco principal de la película Max Manus donde interpretó al empresario Dick Zeiner-Henriksen, un miembro de la resistencia noruega durante la Segunda Guerra Mundial.
Ese mismo volvió como Ulriksen en las miniseries Sørgekåpen y finalmente en el 2009 con Honningfellen.
En 2012 se unió al elenco de la película Into the White donde dio vida a Kjell, un miembro de la patrulla de esquí noruego.

## Filmografía

### Series de televisión
| Año         | Título         | Personaje       | Notas                   |
| ----------- | -------------- | --------------- | ----------------------- |
| 2012        | Hellfjord      | Rolf            | 2 episodios - miniserie |
| 2008 - 2009 | Honningfellen  | Preben Ulriksen | 3 episodios             |
| 2008        | Sørgekåpen     | Preben Ulriksen | 3 episodios - miniserie |
| 2007        | Nattsøsteren   | Preben Ulriksen | 4 episodios - miniserie |
| 2007        | Drømmefangeren | Preben Ulriksen | 3 episodios - miniserie |
| 2005        | Slangebæreren  | Preben Ulriksen | 3 episodios - miniserie |
| 2001 - 2005 | Hotel Cæsar    | Albert Lunde    | 442 episodios           |

### Películas
| Año  | Título                | Personaje        | Notas |
| ---- | --------------------- | ---------------- | --- |
| 2012 | Into the White        | Kjell            | junto a Florian Lukas, David Kross, Stig Henrik Hoff, Lachlan Nieboer, Rupert Grint y Kim Haugen         |
| 2009 | Orkestergraven        | Preben Ulrichsen | junto a Reidar Sørensen, Marit Andreassen, Sondre Vegheim, Åsmund Kjølen y Kyrre Haugen Sydness          |
| 2008 | Max Manus: Man of War | Dick Henriksen   | junto a Aksel Hennie, Christian Rubeck, Nicolai Cleve Broch, Ken Duken, Pål Sverre Hagen y Jakob Oftebro |

### Documental
| Año  | Título             | Personaje | Notas |
| ---- | ------------------ | --------- | ----- |
| 2015 | Offer eller Spion? | Osvald    | -     |

### Apariciones
| Año  | Título      | Notas                                       |
| ---- | ----------- | ------------------------------------------- |
| 2005 | Filmstjerne | actor invitado (episodio del 14 de octubre) |

### Teatro[3]
| Año  | Obra                         | Personaje | Teatro             | Notas |
| ---- | ---------------------------- | --------- | ------------------ | ----- |
| 2014 | Doktor Proktors prompepulver | -         | Nationaltheatret   | -     |
| 2014 | Norsk Reisning               | -         | Riksteatret        | -     |
| -    | Svarta Bjørn                 | -         | Nordland Teater    | -     |
| -    | Pippi                        | -         | Christiania Teater | -     |
| -    | Hakkebakkeskogen             | -         | Christiania Teater | -     |
| -    | Spellemann på taket          | -         | Oslo Nye Teater    | -     |
| -    | Breaking the Waves           | -         | Oslo Nye Teater    | -     |